# بي دي 19 2000 (137924)
بي دي 200019 (تكتب أيضا 2000 BD19) هو كويكب له أصغر حضيض من أي كويكب مرقم (0.092 وحدة فلكية- 38٪ من نصف قطر مدار عطارد).بي دي 200019 مع هذا الانحراف المداري العالي ليس فقط قريبا من الشمس ولكنه يسافر أيضا نسبيا بعيدا عنها حيث له ثالث أكبر أوج من أي كويكب آتون مرقم.
بي دي 200019 تم اكتشافه من قبل بحث لنكولن عن الكويكبات القريبة من الأرض عام 2000 .وتشير التقديرات إلى أن درجة حرارة سطحه تصل إلي ~ 920 كلفن في الحضيض وهي كافية لإذابة الرصاص والزنك، وتكاد تكفي لصهر الألمنيوم.و يعتبر مُرشح جيد لقياس الآثار المترتبة على نظرية النسبية العامة لألبرت أينشتاين بسبب مدى قربه من الشمس.

## وصلات خارجية
- بي دي 19 2000 (137924) في قاعدة بيانات مختبر الدفع النفاث لأجرام النظام الشمسي الصغيرة

- الاكتشاف · مخطط المدار ·  العناصر المدارية · المعلمات المادية